# HHQ-10 (ミサイル)
FL-3000N（中国語: 飛竜3000N）は、中国航天科技集団公司が開発した近接防空ミサイル（中: 近防導彈）。中国人民解放軍海軍（PLAN）ではHHQ-10（中: 海红旗-10）として制式化されている。

## 設計

### システム
本システムは、HQ-7個艦防空ミサイル（PDMS）と730型CIWSの中間的な射程を有し、これらを補完することを目的に開発された。開発に当たっては、同様のコンセプトのもとでアメリカ合衆国のジェネラル・ダイナミクス社とドイツのディールBGT社が開発したRAMがモデルとされており、外観上も類似している。このような要請に基づき、本システムは3秒未満の間隔での速射および発射後ロックオン（LOAL）が可能で、海面から1.5m以上の高度を飛行する目標を迎撃することができる。

### ミサイル
ミサイルはヘリコプター用に開発された空対空ミサイルであるTY-90の設計に基づいており、TY-90から寸法を拡大し射程距離を延長するなど様々な改良が加えられている。ミサイルの誘導に使用される誘導装置の誘導方式はパッシブレーダー誘導と赤外線画像誘導の複合誘導となっている｡
機能や外見の類似したRAMのミサイルと異なる点として、このミサイルは発射時に回転せず、RAMよりも大きなロケットモーターを搭載している事などが挙げられる｡

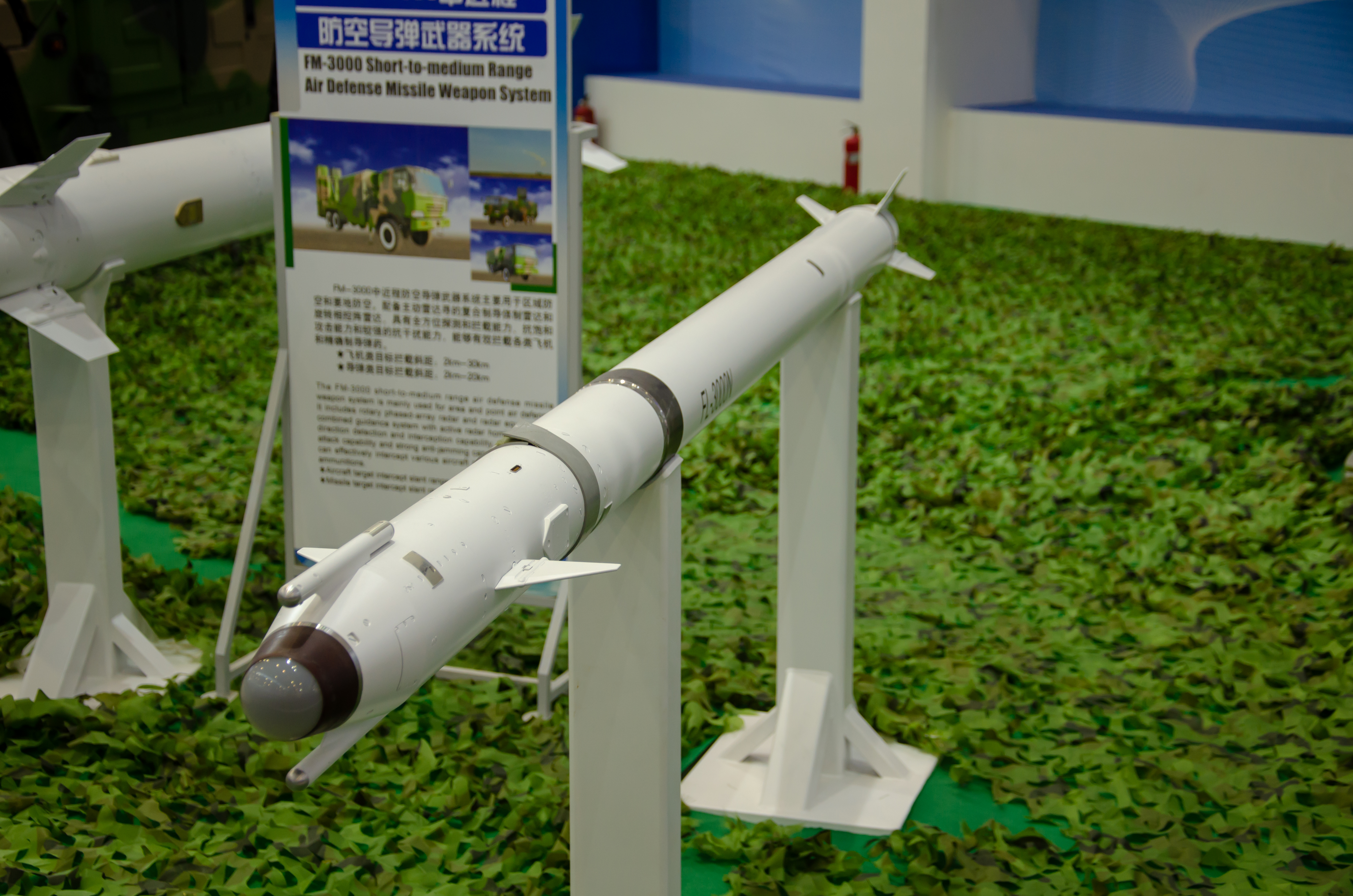
システムに搭載されるミサイル。赤外線画像誘導に使用されるシーカーとパッシブレーダー誘導に使用される2本のアンテナが確認できる。

## 運用史
本システムは、970型試験艦「華羅庚」での試験を経て、まず2012年9月に就役した航空母艦「遼寧」に搭載された。試験時にはRAMのMk.49 GMLS（21連装）に類似した24連装発射機と18連装発射機が使用されたが、「遼寧」には18連装発射機のみが搭載された。また、その後、2013年3月に就役を開始した056型コルベットには、より小型の8連装発射機が搭載された。